# Indiscreet (1958)
Indiscreet is een Britse romantische komedie uit 1958 onder regie van Stanley Donen. De film is gebaseerd op het toneelstuk Kind Sir van Norman Krasna en heeft Cary Grant en Ingrid Bergman in de hoofdrollen.

## Verhaal
Anna Kalman (Bergman) is een succesvolle actrice in Londen die reeds de hoop heeft opgegeven om aan de man te komen. Hier komt verandering in als ze via haar zwager wordt voorgesteld aan econoom Philip Adams. Het tweetal wordt al snel verliefd op elkaar. Adams draagt echter een geheim bij zich: hij is een vrijgezel die zich voordoet als getrouwde man. Als Kalman die leugen ontdekt, zweert ze wraak.

## Rolverdeling
| Acteur          | Personage            |
| --------------- | -------------------- |
| Cary Grant      | Philip Adams         |
| Ingrid Bergman  | Anna Kalman          |
| Cecil Parker    | Alfred Munson        |
| Phyllis Calvert | Mrs. Margaret Munson |
| David Kossoff   | Carl Banks           |
| Megs Jenkins    | Doris Banks          |

## Prijzen en nominaties
| Jaar | Prijs         | Categorie               | Genomineerde(n) | Uitslag     |
| ---- | ------------- | ----------------------- | --------------- | ----------- |
| 1965 | Golden Globes | Beste Film - Komedie    | Indiscreet      | Genomineerd |
| 1965 | Golden Globes | Beste Actrice - Komedie | Ingrid Bergman  | Genomineerd |
| 1965 | Golden Globes | Beste Acteur - Komedie  | Cary Grant      | Genomineerd |
| 1965 | BAFTA Awards  | Beste Britse Film       | Indiscreet      | Genomineerd |
| 1965 | BAFTA Awards  | Beste Film van een Bron | Indiscreet      | Genomineerd |

## Achtergrond
Het toneelstuk waar de film op is gebaseerd, is gesitueerd in New York en heeft Charles Boyer en Mary Martin in de hoofdrollen. Omdat het toneelstuk een flop was, konden de rechten van het verhaal gekocht worden voor een schamele $10.000 dollar. Aanvankelijk zouden de hoofdrollen worden vertolkt door Clark Gable en Marilyn Monroe of Jayne Mansfield. Uiteindelijk werd Cary Grant aangesteld, op voorwaarde dat de vrouwelijke hoofdrol zou worden vervuld door Deborah Kerr of Ingrid Bergman. Toen hij in 1957 de Oscar namens Bergman ontving voor haar optreden in Anastasia (1956) en onder de indruk raakte van het warme ontvangst van Bergman, besloot hij dat enkel zij de hoofdrol kon spelen. Bergman was echter in Londen voor de opnamen van The Inn of the Sixth Happiness (1958). Om goed aan te sluiten bij haar agenda, vonden de opnamen plaats in Londen.
Hoewel de pers klaagde over het 'flinterdunne verhaal', kwam het publiek massaal op de film af. De film bracht in de Verenigde Staten $8 miljoen op. Hij werd in 1988 opnieuw gemaakt voor televisie, met Robert Wagner en Lesley-Anne Down in de hoofdrollen.